# Quraych
Pour l’article ayant un titre homophone, voir Quraish (sourate).
Quraysh (en arabe : قُرَيْشٌ qui signifie littéralement « celui qui réunit ») est la tribu au sein de laquelle naquit Mahomet. Elle tire son nom du surnom d'un ancêtre commun à ses membres, appelé Fihr ibn Malik et surnommé Quraysh. À l'époque de la naissance de Mahomet, la tribu de Quraych contrôlait la cité de la Mecque et la Kaaba, qui était alors un sanctuaire païen majeur, un lieu de pèlerinage préislamique et une importante foire commerciale. Les Quraychites sont les membres de cette tribu et leurs descendants. Ils sont divisés en différentes « branches » (ou « clans »). Le prophète de l'islam, Mahomet (570-632), est né dans le clan des Banu Hashim de cette tribu, c'est-à-dire les descendants de Hachim ibn Abd Manaf, lui-même l'un des nombreux descendants de Fihr/Quraysh.  

## Étymologie
Les Quraysh ont acquis leur nom lorsque Qusayy ibn Kilab, un descendant de sixième génération de Fihr ibn Malik, a réuni ses parents et a pris le contrôle de la Ka'aba. Les sources diffèrent quant à l'étymologie de Quraysh, une théorie reprise chez Tabari affirmant qu'il s'agissait de la forme diminutive de qirsh (requin). Le généalogiste du IXe siècle Hisham ibn al-Kalbi a affirmé qu'il n'y avait pas de fondateur éponyme de Quraysh ; plutôt, le nom provient de taqarrush, un mot arabe signifiant "un rassemblement" ou "une association". Ibn Hichâm affirme également cette possibilité. 
La nisba ou nom de famille des Quraysh est Qurashī, bien que dans les premiers siècles de l'Ummah islamique, la plupart des membres de la tribu Qurayshi étaient désignés par leur clan spécifique au lieu de la tribu. Plus tard, en particulier après le XIIIe siècle, les demandeurs d'origine Qurayshi ont utilisé le nom de famille Qurashī.

## Origines

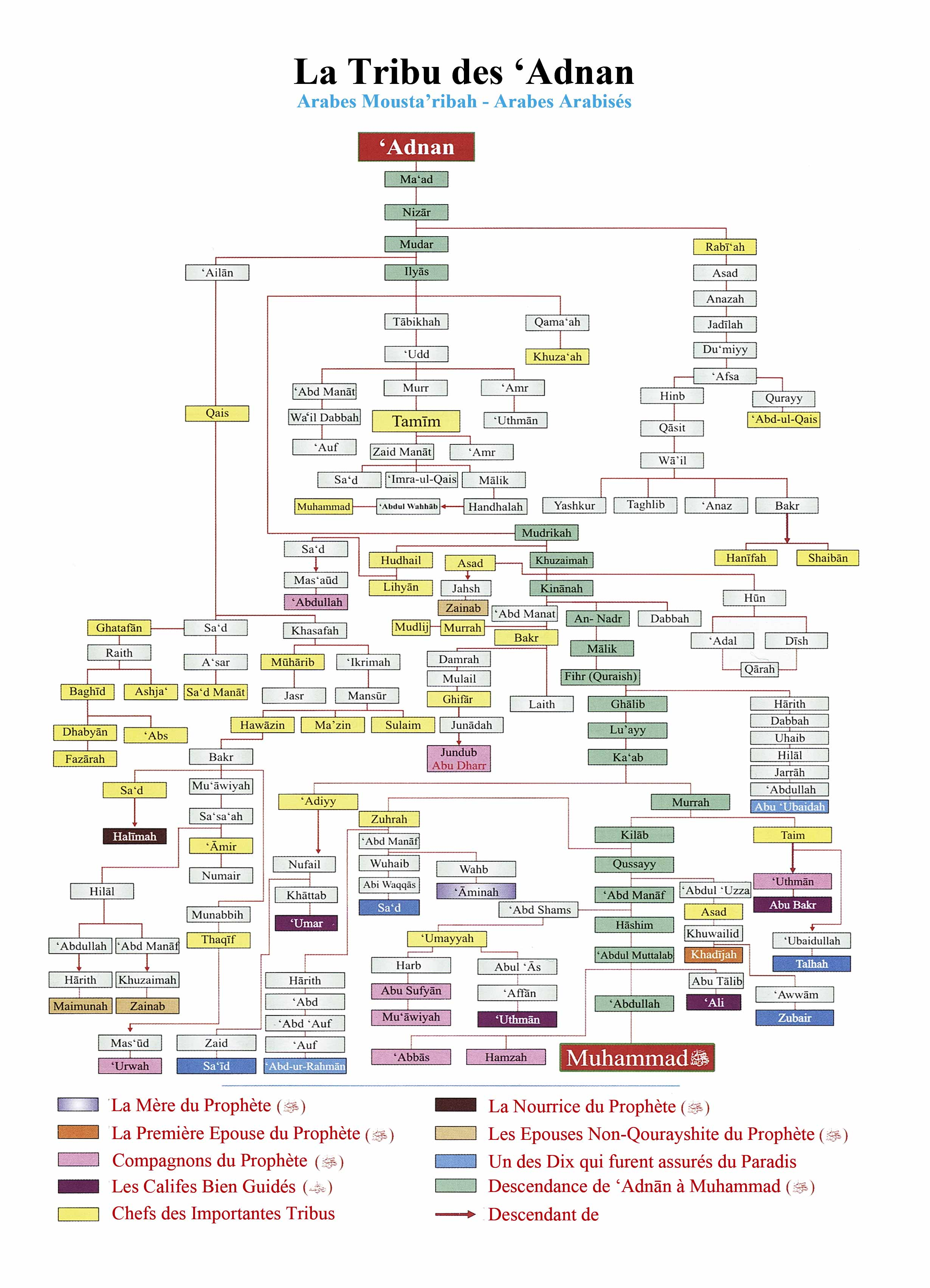
Arabes du Nord : descendance de Adnan.

L'ancêtre des Quraysh était Fihr ibn Malik, dont la généalogie complète, selon les sources arabes traditionnelles, était la suivante : Fihr ibn Mālik ibn al-Naḍr ibn Kināna ibn Khuzayma ibn Mudrika ibn Ilyās ibn Muḍar ibn Nizār ibn Maʿadd ibn ʿAdnān<. Selon Watt, « Dans toutes les histoires de la période préislamique, il y a certes un élément légendaire, mais le contour principal des événements semble être à peu près correct, même si la plupart des datations sont incertaines ».
Fihr appartenait à la tribu de Kinana, un groupe d’« Arabes du Nord » ou « Arabes arabisés » (mousta'ribah) qui se réclamaient de la descendance de Moudar et par lui d'Ismaël fils d'Abraham. Ce groupe ethnique était opposé à celui des « Arabes du sud » (al Arab al Aribah) indigènes, comme les Sabéens, qui se revendiquaient être les descendants de Qahtân et par lui du prophète Houd.
Selon les sources traditionnelles, Fihr et les tribus de Kinana et Khuzayma tentèrent de défendre la Ka'ba, à l'époque un important sanctuaire païen de La Mecque, contre les tribus du Yémen ; cependant, le sanctuaire et les privilèges qui y sont associés restèrent entre les mains de la tribu yéménite Khuza'a.
Les Quraysh ont acquis leur nom lorsque Qusayy ibn Kilab, un descendant de sixième génération de Fihr ibn Malik, a réuni ses parents et a pris le contrôle de la Ka'ba. Avant cela, la progéniture de Fihr vivait en groupes dispersés et nomades parmi leurs parents Kinana.

## Qusayy et l'implantation à La Mecque
Selon l'historien Gerald R. Hawting, si l'on en croit les sources traditionnelles, les enfants de Qusayy « doivent avoir vécu dans la seconde moitié du Ve siècle ». Cependant, l'historien W. Montgomery Watt affirme que Qusayy lui-même est probablement mort dans la seconde moitié du VIe siècle. 
Toutes les sources musulmanes médiévales conviennent que Qusayy a unifié les descendants de Fihr et a établi les Quraysh comme la puissance dominante à La Mecque. Après avoir conquis La Mecque, Qusayy a assigné des quartiers à différents clans Qurayshi. Ceux installés autour de la Ka'ba étaient connus Quraysh al-Biṭāḥ ( en arabe : قُرَيْش ٱلْبِِطَاح ' Quraysh du creux ' ), et comprenait tous les descendants de Ka'b ibn Lu'ayy et d'autres. Les clans installés à la périphérie du sanctuaire étaient connus sous le nom de Quraysh al-Ẓawāhīr ( en arabe : قُرَيْش ٱلظَّوَاهِر ' Quraysh de la périphérie ' ). 
Selon l'historien FE Peters, le récit d'Ibn Ishaq révèle que la Mecque à l'époque de Qusayy et de sa progéniture immédiate n'était pas encore un centre commercial ; l'économie de la ville était centrée sur le pèlerinage à la Kaaba, et "ce qui passait pour des bureaux municipaux [désignés par Qusayy] n'avait à voir qu'avec des opérations militaires et avec le contrôle du sanctuaire". Les membres de la tribu de Quraysh n'étaient pas des commerçants ; ils se sont vu confier des services religieux, dont ils ont largement profité. Ils ont également profité des impôts perçus auprès des pèlerins entrants. Bien que Qusayy ait semblé être l'homme fort de Quraysh, il n'était pas officiellement un roi de la tribu, mais l'un des nombreux principaux cheikhs (chefs tribaux).

### Institutions
Qusay va mettre en œuvre des pratiques qui deviendront des institutions mecquoises :
- Wilayat al-Bait, l'entretien de la Kaʿbah en tant que Haram, lieu sacré.
- Rifada et siqaya qui consistent à nourrir et fournir en eau les pèlerins grâce à un impôt pris sur les marchands ('ushr, collectée principalement sur les marchands étrangers)
- Dar al-Nadwa, à proximité de la Ka'ba, un grand hall qui permet de réunir les Quraysh en assemblées et organiser les différentes tribus présentes.
- Mala', l'assemblée des notables qui va permettre de prendre les décisions.
- Liwa', l'étendard de guerre, réservé pour le chef du clan
- Nasi', privilège de définit les mois intercalaire

Ces institutions vont permettre :
- de faire venir et s'entendre, donc organiser, les tribus environnantes ;
- d'accueillir et abriter les caravanes, permettant la formation d'un économie marchande.

### Hilf al-Mutayyabun, le conflit de succession
Selon l'historien Ibn Ishaq, le fils cadet de Qusayy, Abd Manaf, était devenu important du vivant de son père et a été choisi par Qusayy pour être son successeur en tant que gardien de la Ka'ba. Il a également confié d'autres responsabilités liées à la Ka'ba à ses autres fils Abd al-'Uzza et Abd, tout en veillant à ce que toutes les décisions des Qurayshites soient prises en présence de son fils aîné Abd ad-Dar. Abd ad-Dar a également été désigné pour hériter des privilèges cérémoniels tels que gardien de la bannière de guerre Qurayshi et superviseur de l'eau et des provisions pour les pèlerins visitant la Ka'ba. Qusay fait hériter ainsi de tous ses privilèges à Abd ad-Dar, excluant ses frères ‘Abd Manaf et de ‘Abd al-‘Uzza qui estiment être plus méritants. Cependant les décisions restent prise collectivement à Dar al Nadwa, par l'assemblée des notables des différentes tribus.
Le conflit s'est intensifié plus tard lorsque les fils d'Abd Manaf, Hashim et 'Abd Shams, furent suffisamment consolidé dans leurs aventures commerciales pour contester le clan 'Abd ad dar. Hashim, ses frères et leurs soutiens ont formé une alliance à la Ka'aba, en trempant leurs mains dans du parfum, formant solennellement le « Hilf al-Mutayyabun » (« Alliance des parfumés »). Ce sont les Banu Taym, Banu Asad, Banu Zuhrah et Banu al-Harith ibn Fihr. Tandis que leurs rivaux prêtèrent également serment d'union et s'organisèrent en « Hilf al-Ahlaf » (« Alliance des Confédérés"), il s'agit des clans 'Abd ad Dar, Banu Makhzum, Banu Sahm, Banu Adi et Banu Jumah. Comme aucune des parties ne voulait une escalade du conflit, ils sont parvenus à un compromis par lequel les Mutayyabun conservaient rifada et siqaya, la responsabilité de subvenir aux besoins des pèlerins dans l'enceinte de la Ka'aba, qui s'accompagne d'une taxe prélevée sur les marchands, tandis que les confédérés conservaient les clés de la Ka'aba et le fonctionnement de Dar Al Nadwa, l'assemblée. 'Abd Shams laissera ces responsabilités à son frère Hashim, par manque de temps, et peut-être par un tirage au sort,.

## Hashim ibn 'Abd Manaf
Hashim prend ainsi la suite du leadership de Quraysh, en conservant rifada et siqaya la responsabilité de subvenir aux besoins des pèlerins dans l'enceinte de la Ka'aba, avec le soutien de ses frères 'Abd Shams et Muttalib, et de son demi-frère Nawfal. Il va étendre le commerce mecquois en instaurant des systèmes d'alliance hilf avec les tribus bédouines, qui protégeaient les caravanes en échange de pouvoir y vendre leurs biens, et organisant le ilaf un accord commercial visant au regroupement du capital de plusieurs marchands, y compris pauvres, pour financer des caravanes,. La mise en place du hilf va contribuer à transformer la société mecquoise, en dépassant les simples liens tribaux, ainsi la constitution des Banu Fihr se fait à travers un hilf. Ces alliances permettent ainsi d'étendre l'influence des Quraysh en dehors de La Mecque, et bouleversent les rapports de force à l'intérieur de Quraysh.
Il a initié et établi les deux grands voyages de caravanes commerciales de Quraish de La Mecque, la caravane d'hiver au Yémen et la caravane d'été au nord-ouest de l'Arabie, et au-delà vers la Palestine et la Syrie, qui étaient alors sous domination byzantine. Après avoir obtenu des privilèges du roi ghassanide de Syrie, il s'est même rendu en personne à Byzance et a obtenu un édit du César romain byzantin, exonérant les Quraish de droits ou de taxes lorsqu'ils opèrent dans les pays sous son domaine. César a également écrit au roi Negus d'Abyssinie pour y introduire commercialement les Quraish, et le frère de Hashim 'Abd Shams obtient un permis auprès du roi. Muttalib avait lui un traité avec les Himyarites du Yémen, et leur demi-frère Nawfal avec les gouvernements persans d'Irak et de Perse. La Mecque est devenue la capitale reconnue de l'Arabie et des marchés ont été établis autour de la ville pour faire face à toutes les affaires,.

## Extension du commerce mecquois
Les Mecquois vont entrer en conflit avec Ta'if, une région produisant de la nourriture, du cuir et du vin. Il espèrent pouvoir acheter aux Banu Taqef des propriétés dans les terres fertiles du Wadi Wajj. À la suite du refus de ces derniers, les Quraysh menacèrent de bloquer l'accès à la Kaaba et mobilisèrent leurs alliés. Les Banu Taqef cédèrent et les Quraysh purent investir massivement dans la vallée. 
Vers la fin du VIe siècle, la guerre de Fijar éclata entre les Quraysh et les Kinana d'un côté et diverses tribus Qaysi de l'autre, dont les Hawazin, les Banu Thaqif, les Banu Amir et les Banu Sulaym. La guerre a éclaté lorsqu'un membre de la tribu Kinani a tué un membre de la tribu Amiri escortant une caravane Lakhmid vers le Hedjaz. L'attaque a eu lieu pendant la saison sainte lorsque les combats étaient généralement interdits. Lechef des Kinani était Harb ibn Umayya, un chef Qurayshi. Avec d'autres chefs, en représailles, ils ont été pris en embuscade par les Hawazin à Nakhla, mais ont pu s'échapper. Dans les batailles qui ont eu lieu au cours des deux années suivantes, les Qays ont été victorieux, mais la quatrième année, le vent a tourné en faveur des Quraysh et des Kinana. Après quelques affrontements supplémentaires, la paix est rétablie. 
Selon Watt, le véritable objectif de la guerre de Fijar était le contrôle des routes commerciales du Najd. Malgré une résistance particulièrement acharnée des principaux rivaux commerciaux des Quraysh, les Thaqif de Ta'if et le clan Banu Nasr de Hawazin, les Quraysh ont finalement dominé le commerce de l'Arabie occidentale. Les Quraysh ont pris le contrôle du commerce de Ta'if, et de nombreux individus Qurayshi ont acheté des domaines à Ta'if, où le climat était plus frais.

Le village sanctuaire de La Mecque est devenu une importante plaque tournante du commerce arabe. Selon Watt, en 600 CE, les dirigeants de Quraysh « étaient des marchands prospères qui avaient obtenu quelque chose comme un monopole du commerce entre l'océan Indien et l'Afrique de l'Est d'une part et la Méditerranée de l'autre ». Les Qurayshites envoyaient des caravanes commerciales au Yémen en hiver et des caravanes à Gaza, Bosra, Damas et al-Arish en été,. Les Quraysh ont établi des réseaux avec des marchands dans ces villes syriennes. Ils ont également formé des alliances politiques ou économiques avec de nombreuses tribus bédouines (arabes nomades) dans les déserts du nord et du centre de l'Arabie pour assurer la sécurité de leurs caravanes commerciales. Les Qurayshites ont investi leurs revenus dans la construction de leurs entreprises commerciales et ont partagé les bénéfices avec des alliés tribaux pour transformer la fortune financière en un pouvoir politique important dans le Hedjaz (Arabie occidentale). Dans les mots de Fred Donner :
[À la fin du VIe siècle,] le commerce mecquois était florissant comme jamais auparavant, et les leaders de ce commerce [les Quraysh] étaient passés de simples marchands à de véritables financiers. Ils ne s'intéressaient plus à « acheter bon marché et revendre cher », mais aussi à organiser l'argent et les hommes pour réaliser leurs objectifs commerciaux. Bref, émergeait une classe d'hommes aux compétences managériales et organisationnelles bien développées. C'était un développement inédit, et presque unique, en Arabie centrale.

## La montée des Banu ʾUmayyah
Umayya ibn Abd Shams prend la direction des 'Abd Shams qui vont devenir les Banu ʾUmayyah. ʾUmayyah va concentrer de la richesse plutôt que de la faire circuler. Son ascension économique s'accompagnera de plusieurs munafara, un conflit entre personnes, qui impliquent leurs clans respectifs et est arbitré par un clan tierce. Ils se résolvent souvent par l'appropriation de biens ou l'attribution de rôles politiques, et ont une importance d'honneur et de statut dans la société Quraysh,. 
Umayya Ibn 'Abd Shams, jaloux de l'influence d'Hashim, essaye de récupérer la rifada et siqaya des mains de son oncle. Ce conflit se terminera par une condamnation d'Umayyah à fournir 50 chameaux à Hashim, et son départ en exil en Syrie pour 10 ans. Les Banu Hashim continuaient à détenir les droits héréditaires entourant le pèlerinage à la Kaaba. Cependant il marquera le début d'une opposition de longue durée entre les Banu Hashim et les Banu Ummayah. 
Un autre conflit les opposera aux Banu Adi, dont l'un des membres sera expulsés et verra sa maison passer aux Banu ʾUmayyah. Cependant, il sera accueilli chez les Banu Sahm ce qui marquera une amitié durable entre les deux clans. De même les Banu Zuhrah devront rendre une propriété aux Banu ʾUmayyah. Une autre munafara est provoquée par l'assassinat d'un marchand juif, allié d'Abd al-Muttalib par Harb ibn-ʾUmayyah. 'Abd al-Muttalib, leader des Banu Hashim va demander l'arbitrage des Banu Adi, qui seront à leur tour agressés par les Banu ʾUmayyah. Ce conflit verra s'opposer trois clans, les Banu ʾUmayyah alliés des Banu Nawfal, les Banu 'Addiyy soutenus par les Banu Sahm, et les Banu Hashim alliés aux Banu Zuhrah. Ce conflit marque une reconfiguration des alliances, les Banu Nawfal et Banu ʾUmayyah émergeant comme une nouvelle faction, s'éloignant de l'alliance des Mutayyabun. Alors que les Banu Zuhra s'en rapprochent. Quand plus tard Abd al-Muttalib se verra confisquer une maison par les Banu Nawfall, il ne trouvera pas de soutien dans la société mecquoise et sera obligé de faire appel à une tribu des Banu Khuz'a, l'ancien ennemi des Quraysh,.
Les Banu ʾUmayyah et les Banu Nawfal, un autre clan descendant d'Abd Manaf qui s'était enrichi grâce à leur entreprise commerciale, se séparent ainsi progressivement de la faction Muṭayyabūn et se livrent à des affaires avec les Aḥlāf. Leurs fortunes financières leur avaient permis de devenir une force à part entière. Leur ascension s'accompagne d'un affaiblissement des Banu Hashim. 
Les Banu ʾUmayyah prendront progressivement un rôle plus important, se plaçant entre les factions, par exemple lors du conflit entre les Banu Makhzum et les Banu Laith, n'intervenant que lorsque ces derniers menacent La Mecque dans son ensemble, ou lors d'un vol d'une statue dans la Kaaba, opposant les Banu Hashim, responsables du lieu aux Ahlafs. Ce sont les Banu ʾUmayyah qui joueront un rôle majeur lors de la guerre du Fijar. Makhzum et les ʾUmayyah émergent comme les plus riches et les plus influents parmi les Quraysh. La longue suite d'oppositions s'arrêtera sur la rivalité entre ces deux clans, Abu Sufyan ibn Harb et Abu Jahl se disputant le leadership des Quraysh, deux ans avant la prise de La Mecque par Muhammad et les musulmans.

## Période islamique

### Conflit avec Mahomet
Au cours d'un incident commercial où un marchand yéménite a été dépouillé de son commerce par al-As ibn Wa'il al-Sahmi, le hilf al-Muṭayyabūn s'est reformé dans le Hilf al-Fudul, avec les Banu Hashim Banu Muttalib, Taym, Asad et al-Harith auxquels se joignent les Banu Zuhrah. Le futur prophète Mahomet a participé à cette alliance initiée par son oncle Al Zubayr ibn Al Muttalib, et dont l'objectif était de se regrouper pour défendre les droits des marchands étrangers et des personnes sans protection clanique. Selon Watt, cette alliance leur permettait aussi de maintenir la présence des marchands étrangers à La Mecque, empêchant les banu ʾUmayyah et Banu Makhzum d'établir un monopole sur le commerce extérieur en chassant progressivement les marchands étrangers de La Mecque. 
Dix ans plus tard, après le début de la prédication, les Quraysh polythéistes se sont opposés au message monothéiste prêché par le prophète islamique Muhammad, lui-même un Qurayshi des Banu Hashim. La tribu a harcelé les membres de la communauté musulmane naissante et a tenté de nuire à Muhammad, mais il a été protégé par son oncle Abu Talib. Pour échapper aux persécutions, Mahomet et ses compagnons, dont les Qurayshi Abu Bakr, émigrèrent à Médine. Muhammad a ensuite affronté une caravane Qurayshi revenant de Palestine et a vaincu les Quraysh lors de la bataille de Badr qui a suivi en 624. Les Qurayshites assiégèrent plus tard les musulmans à Médine en 627, mais furent vaincus lors de la bataille de la tranchée. Le traité d'Hudaybiyya a ensuite été signé entre Muhammad et les Quraysh en 628, mais a été violé en raison d'un différend entre les tribus bédouines de chaque camp. En janvier 630, Muhammad a décidé de régler définitivement le conflit avec Quraysh et est revenu avec ses partisans pour capturer La Mecque.

### Prise de La Mecque
Quand les musulmans conquièrent La Mecque en 630, le reste des Qurayshites va se convertir malgré eux. Muhammad a cherché à consolider l'unité de sa communauté musulmane en expansion en "gagnant ce groupe puissant [les Quraysh]", selon Donner; à cette fin, il a garanti la participation et l'influence des Qurayshi dans l'État islamique naissant. Ainsi, malgré leur longue inimitié avec Muhammad, les Qurayshites ont été amenés en tant que partenaires politiques et économiques et sont devenus un élément de l'élite musulmane. De nombreux membres de la tribu Qurayshi de premier plan ont été installés à des postes clés du gouvernement et dans le cercle politique de Muhammad. Selon Donner, l'inclusion de Quraysh "dans l'élite dirigeante de l'État islamique était très probablement responsable de ce qui semble être l'approche la plus soigneusement organisée et systématique de l'esprit d'État pratiquée par Muhammad dans les dernières années de sa vie, car les compétences organisationnelles des Quraysh ont été mis au service de l'Islam".

### Fitnas
Avec la mort de Muhammad en 632, une rivalité est apparue entre les Quraysh et les deux autres composantes de l'élite musulmane, les Ansar et les Thaqif, sur l'influence dans les affaires de l'État. Les Ansar et muhajirrun voulaient que l'un des leurs succède au prophète en tant que calife, mais ils ont été persuadés par Umar d'accepter Abu Bakr. Sous les règnes d'Abu Bakr (632–634) et d' Umar (r. 634–644), certains Ansar étaient préoccupés par leur enjeu politique. Les Qurayshites détiennent apparemment le pouvoir réel durant cette période marquée par les premières conquêtes musulmanes. 
La première guerre civile musulmane, a vu s'opposer les Ansar, qui soutenaient le calife Ali des Banu Hashim aux Banu ʾUmayyah soutenant le califat de Muʿawiya. À la suite de la mort de Ali, c'est ce dernier qui s'est imposé et a fondé la dynastie des Omeyyades. Un hadith selon lequel le calife doit être de Quraysh est devenu presque universellement accepté par les musulmans, à l'exception des Kharijites. En effet, le contrôle de l'État islamique s'est essentiellement transformé en une lutte entre diverses factions des Qurayshites. Dans la première guerre civile, ces factions comprenaient les Banu ʾUmayyah représentés par Mu'awiya ibn Abi Sufyan, les Banu Hashim représentés par Ali et d'autres dirigeants Qurayshi tels que Zubayr ibn al-Awwam des Banu Asad et Talha ibn Ubayd Allah du Banu Taym. 
Plus tard, pendant la deuxième guerre civile musulmane, ces mêmes factions se sont de nouveau battues pour le contrôle du califat, les ʾUmayyahdes étant victorieux à la fin de la guerre en 692/93. Les Banu Hashim ont ensuite été exclus de l'élite politique, tandis que les Thaqif ont maintenu une certaine influence grâce à leur longue relation avec les Quraysh. Cette prise de pouvoir a suscité de nombreuses insurrections Kharidjisme, ainsi que le soulevement d'Abd Allah ibn az-Zubayr lorsque Muawiya a imposé la transmission héréditaire du pouvoir à son fils Yazīd Ier, jusqu'à alors les princes des croyants avaient toujours été choisis par consensus. 
En 750, lors de la révolution Abbasside, la question de savoir quel clan Qurayshi détiendrait les rênes du pouvoir fut à nouveau soulevée quand les Abbassides, une branche des Banu Hashim, remportèrent la victoire et tuèrent une grande partie des Banu ʾUmayyah. Par la suite, le leadership islamique a été contesté entre différentes branches des Banu Hashim.

## Conditions du Califat
Parmi les conditions du califat, figure celle d'être issue de Quraysh, en effet, le Prophète dit que "le califat appartient a la tribu de Quraysh". Abd'Allah ibn Zubayr nous rapporte un hadith où le Prophète liste les bienfaits d'Allah envers les Qurayshites, parmi eux, le califat leur revenant.
En 2014, Abu Bakr al-Baghdadi se proclame calife de l'État Islamique, ce dernier fait remonter sa lignée jusqu'à Hussein ibn Ali, il prend alors les nisba de "al-Husseini al-Qurachi" (ce qui signifie "l'Husseinite le Qouraychite"), et est donc issu de Quraysh, et remplit l'une des conditions pour être calife, cette conditions sera ensuite respecter par tous ses successeurs également issue de Quraysh.

## Les Clans de Quraysh
| Clan                                     | Généalogie                                                                                        | Alliances             | Membres notables |
| ---------------------------------------- | ------------------------------------------------------------------------------------------------- | --------------------- | --- |
| Banu Abd al-Dar                          | Abd al-Dar ibn Qusayy ibn Kilab ibn Murra ibn Ka'b ibn Lu'ayy ibn Ghalib ibn Fihr.                | Ahlafs                | Mus'ab ibn Umayr |
| Banu Makhzum                             | Makhzum ibn Yaqaza ibn Murra ibn Ka'b ibn Lu'ayy ibn Ghalib ibn Fihr.                             | Ahlafs                | Abou Jahl,Walid ibn Al-Mughira, Abu Hudhaifah ibn al-Mughirah Khalid ibn al-Walid,                                         |
| Banu Adi                                 | Adi ibn Ka'b ibn Lu'ayy ibn Ghalib ibn Fihr.                                                      | Ahlafs                | Al-Khattâb ibn Nufayl Omar ibn Al-Khattab, Zayd ibn Amr, Al-Shifa' bint Abdullah Abdullah ibn Umar                         |
| Banu Sahm                                | Sahm ibn Amr ibn Husays ibn Ka'b ibn Lu'ayy ibn Ghalib ibn Fihr.                                  | Ahlafs                | al-As ibn Wa'il, Amr ibn al-As                                                                                             |
| Banu Jumah                               | Jumah ibn Amr ibn Husays ibn Ka'b ibn Lu'ayy ibn Ghalib ibn Fihr.                                 | Ahlafs                | ʾUmayyah ibn Khalaf, Soufwan ibn ʾUmayyah                                                                                  |
| Banu Abd Shams (puis Banu ʾUmayyah)      | Abd Shams ibn Abd Manaf ibn Qusayy ibn Kilab ibn Murra ibn Ka'b ibn Lu'ayy ibn Ghalib ibn Fihr.   | Muttayabun puis Ahlaf | ʾUmayyah ibn Abd Shams, Abu Sufyan ibn Harb, Uqba ibn Abi Mu'ayt , Uthman ibn Affan, Umm Habiba, Muʿawiya Ier              |
| Banu Nawfal                              | Nawfal ibn Abd Manaf ibn Qusayy ibn Kilab ibn Murra ibn Ka'b ibn Lu'ayy ibn Ghalib ibn Fihr.      | Muttayabun puis Ahlaf | Jubayr ibn Muṭʽim |
| Banu Émir                                | Amir ibn Lu'ayy ibn Ghalib ibn Fihr.                                                              |                       | Suhayl ibn Amr, Abdullah ibn Suhayl                                                                                        |
| Banou Hashim (puis Banu Abd al-Muttalib) | Hashim ibn Abd Manaf ibn Qusayy ibn Kilab ibn Murra ibn Ka'b ibn Lu'ayy ibn Ghalib ibn Fihr.      | Muttayabun puis Fudul | Mahomet Abd al-Muttalib Hamza ibn Abdul Muttalib, Abu Talib ibn Abdul Muttalib, Abbas ibn Abdul Muttalib Ali ibn Abi Talib |
| Banu Zuhrah                              | Zuhra ibn Kilab ibn Murra ibn Ka'b ibn Lu'ayy ibn Ghalib ibn Fihr.                                | Muttayabun puis Fudul | 'Abd Manaf ibn Zuhra, Wahb ibn 'Abd Manaf, Aminah Abd al-Rahman ibn Awf, Sa'd ibn Abi Waqqas                               |
| Banu Taym                                | Taym ibn Murra ibn Ka'b ibn Lu'ayy ibn Ghalib ibn Fihr.                                           | Muttayabun puis Fudul | Abu Bakr Talha ibn Ubayd Allah,Aisha bint Abi Bakr, Asma bint Abi Bakr                                                     |
| Banu Asad                                | Asad ibn Abd al-Uzza ibn Qusayy ibn Kilab ibn Murra ibn Ka'b ibn Lu'ayy ibn Ghalib ibn Fihr.      | Muttayabun puis Fudul | Khadija, Waraqah Zubayr ibn al-Awwam Abd Allah ibn al-Zubayr                                                               |
| Banu al-Harith ibn Fihr                  | Al-Harith ibn Fihr.                                                                               | Muttayabun puis Fudul | Abu Ubayda ibn al-Jarrah                                                                                                   |
| Banu Mutallib                            | Al-Mutallib ibn Abd Manaf ibn Qusayy ibn Kilab ibn Murra ibn Ka'b ibn Lu'ayy ibn Ghalib ibn Fihr. | Fudul                 | Al-Shafiʽi (célèbre érudit)                                                                                                |

## Membres notables

### Banu Hashim
- Ali ibn Abu Taleb
- Hassan ibn Ali
- Hussein Ibn Ali
- Saddam Hussein
- Sidi Ibrahim al-Desouki
- Idris Ier, et la dynastie idrisside
- L'Émir Abd al-Qader
- Hussein ibn Ali al-Qatadi, et la dynastie des Hachemites de Jordanie
- Ubayd'Allah "al-Mahdi", et la dynastie Fatimides
- Shérif Muhammad al-Hijami

### Banu Ummaya (Omeyyades)
- Muawiya ibn Abi Sufyan
- Othman ibn Affan
- Yazid ibn Muawiya
- Ubayd'Allah ibn Ziyad
- Abd ar-Rahman Ier, et les Ommeyades de Cordoue

### Banu Taym
- Abu Bakr al-Siddiq
- Talha ibn Ubayd'Allah
- Sidi Cheikh
- Sheykh Bou'Amama

### Banu Uday
- Omar Ibn al-Khattab
- Abd Allah ibn Omar
- Ubayd'Allah ibn Omar

### Banu Makhzum
- Khalid ibn al-Walid

### Banu Assad
- Abd'Allah ibn Zubayr